# Francesco Ubertini
Francesco Ubertini, genannt Bachiacca, (* 1494 in Borgo San Lorenzo; † 1557 in Florenz) war ein italienischer Maler der Renaissance.

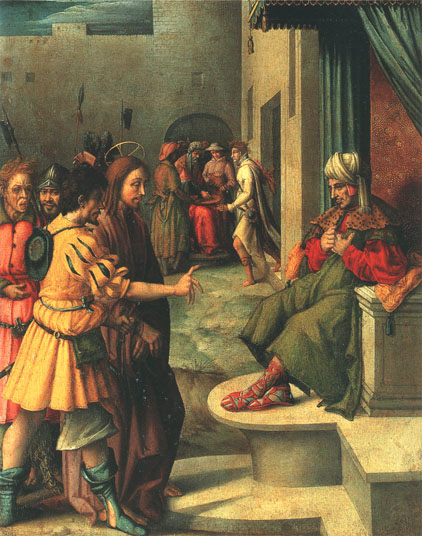
Bachiacca, Christus vor Caïfa, 1539/40, Galleria degli Uffizi, Florenz

## Leben
Bachiacca war der Sohn des Goldschmieds Francesco Ubertini Bachiacca. Er ging bei dem Maler Perugino in die Lehre, der ihn in seiner Anfangszeit stilistisch stark beeinflusste. Bachiacca orientierte sich auch an anderen Vorbildern seiner Zeit, so an Albrecht Dürer, Piero di Cosimo und Andrea del Sarto. Zu seinen Jugendwerken gehören die Tafeln aus dem Leben Josefs (1515–1518).
Er verbrachte einige Jahre in Rom, in denen er eine Reihe von Zeichnungen von Flora und Fauna aus der Umgebung der Stadt anfertigte. 1540 kehrte er nach Florenz zurück, um am Hof Cosimos I. de’ Medici tätig zu werden. Hier sorgte er auch für die dekorative Ausstattung des Palazzo Vecchio; er gestaltete Jahreszeiten-Wandteppiche, die heute in den Korridoren der Uffizien ausgestellt sind.
Bachiacca war überdies ein Meister der Truhenmalerei und der Kleinfiguren. Er bemalte Schränke, Mobiliar und andere Einrichtungen in den Bürgerhäusern. Dabei kopierte er Werke von Fra Bartolomeo, Andrea del Sarto, Dürer, Leonardo da Vinci und Michelangelo. In seinen letzten Lebensjahren schuf er seine besten Werke, darunter zum Beispiel Christus vor Caïfa (1539/40) oder das Porträt des Kardinals Leopoldo (1540/45).

## Werke (Auswahl)
- Die Brüder bitten Josef um Verzeihung, um 1515–18, Holz, 36 × 140 cm (Washington, National Gallery)
- Gastmahl Josefs mit seinen Brüdern, um 1515–18, Holz, 36 × 140 cm (Washington, National Gallery)
- Szenen aus dem Leben Josefs, 1515–16, Öl auf Holz, jeweils 26 × 14 cm (Rom, Galleria Borghese)
- Kreuzabnahme, um 1518, Öl auf Holz, 93 × 71 cm (Florenz, Uffizien)
- Die Predigt Johannes des Täufers, um 1520, Öl auf Holz, 68,5 × 92 cm (Budapest, Szépmüvészeti Múzeum)
- Drei Szenen aus dem Leben des Hl. Akazius, 1521–22, Holz, 38 × 252 cm
- Das Leichenschießen, um 1523, Öl auf Holz, 85 × 146 cm (Dresden, Gemäldegalerie Alte Meister, Inv. Nr. 80)
- Dame mit Blumenstrauß, um 1525, Öl auf Holz (Boston, Isabella Stewart Gardner Museum)
- Madonna mit Kind und Johannesknaben, 1525 (Dallas, Museum of Art)
- Sibylle, 1525–50, Öl auf Holz, 70 54 cm (Wien, Kunsthistorisches Museum, Inv. Nr. GG 2682)
- Madonna mit Kind, Elisabeth und Johannesknaben, 1530–40, Öl auf Holz, 60 c 50,5 cm (Esztergom, Christliches Museum)
- Heiliger Sebastian, 1530–40, Öl auf Leinwand, 131,4 × 55,2 cm (Birmingham, Museum of Art)
- Christus vor Kaiphas, 1539–40 (Florenz, Uffizien)
- Mannalese, um 1540–55, Öl auf Holz, 112 × 95 cm (Washington, National Gallery)
- Moses schlägt Wasser aus dem Felsen, um 1540–45, Öl auf Holz, 100 × 80 cm (Edinburgh, National Gallery of Scotland)
- Dame mit Notenbuch, um 1540–50, Öl auf Holz (Los Angeles, Getty Center)
- Dame mit Kätzchen, um 1540–50, Öl auf Holz, 26 × 19 cm (Berlin, Gemäldegalerie)
- Maria Magdalena, 1540–45, Öl auf Holz, 51 × 42 cm (Florenz, Palazzo Pitti)
- Lautenspielerin, 1550–55, Leinwand, 80 × 63 cm
- Taufe Christi mit Heiligen, Öl auf Holz, 248 × 213 cm (Badia, Borgo a Buggiano)
- Maria mit Kind und Johannesknaben, Öl auf Holz, 125,5 × 99 cm (Dresden, Gemäldegalerie Alte Meister, Inv. Nr. 80 A)
- Leda und der Schwan, Öl auf Holz, 42,9 × 31,8 cm (New York, Metropolitan Museum of Art)

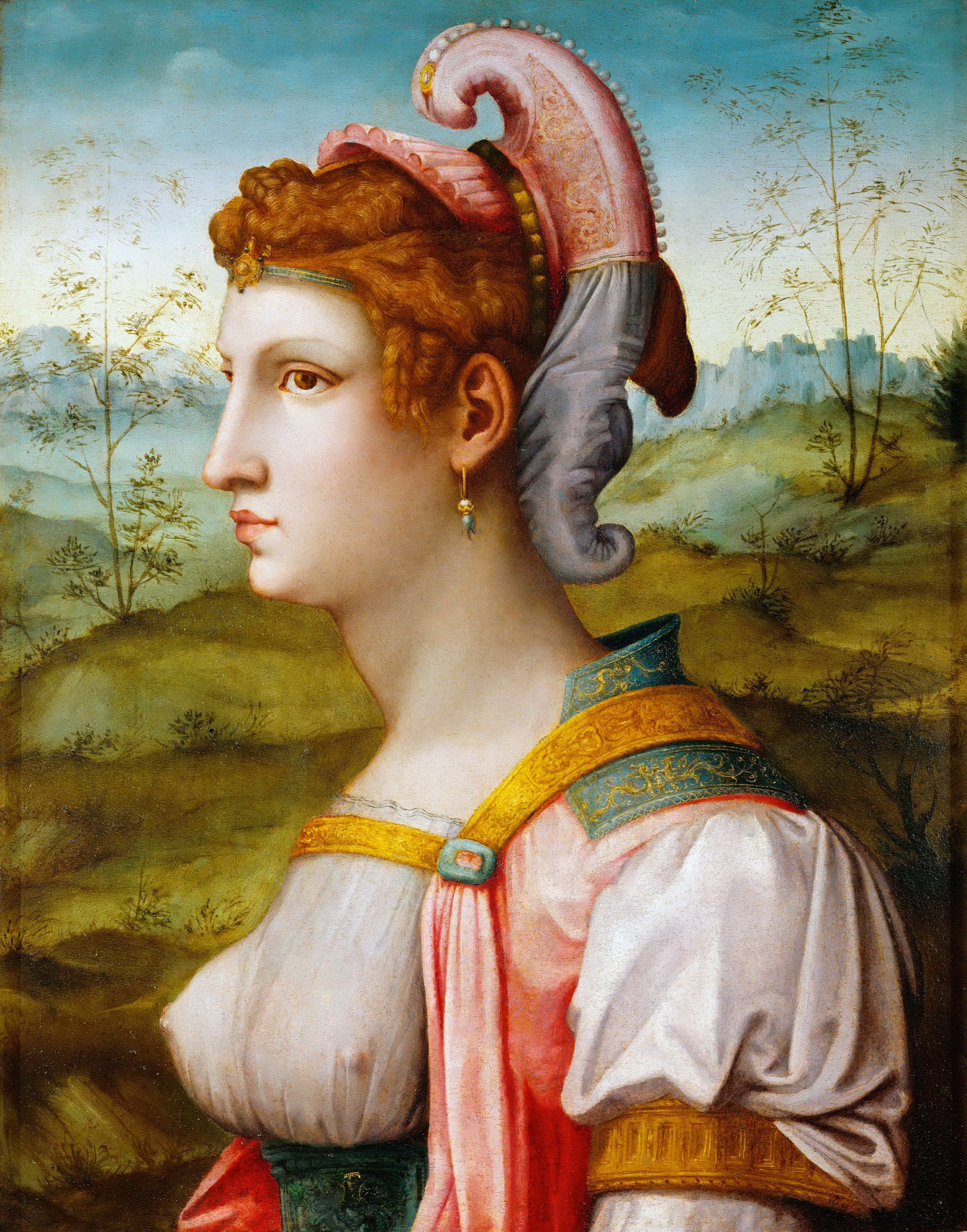
Sibylle, 1525/1550
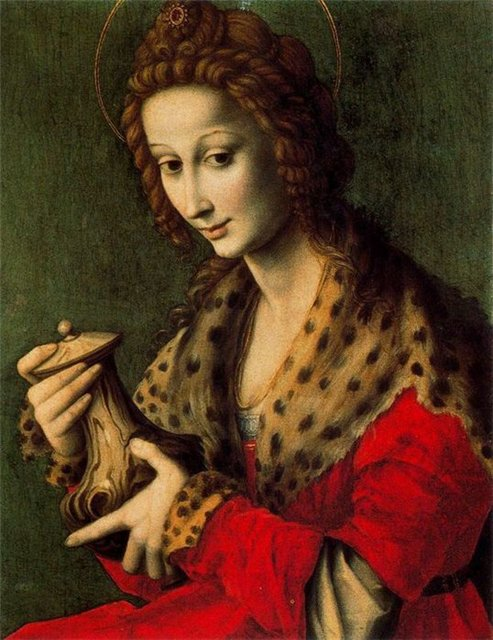
Hl. Maria Magdalena, 1540/45
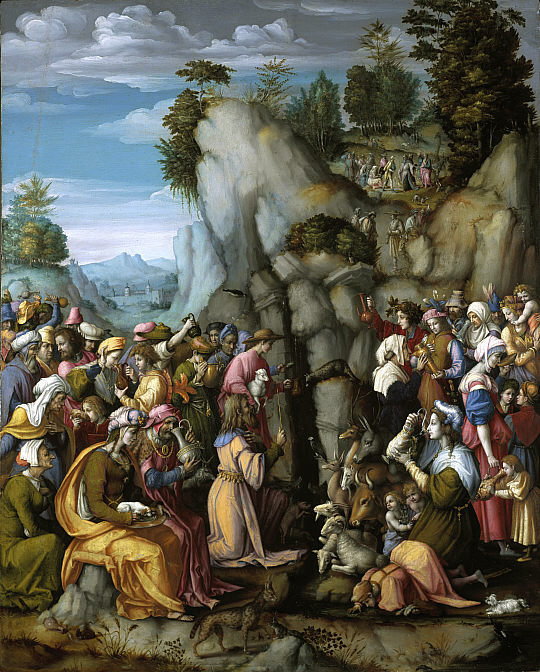
Moses schlägt Wasser aus dem Felsen, 1540/45
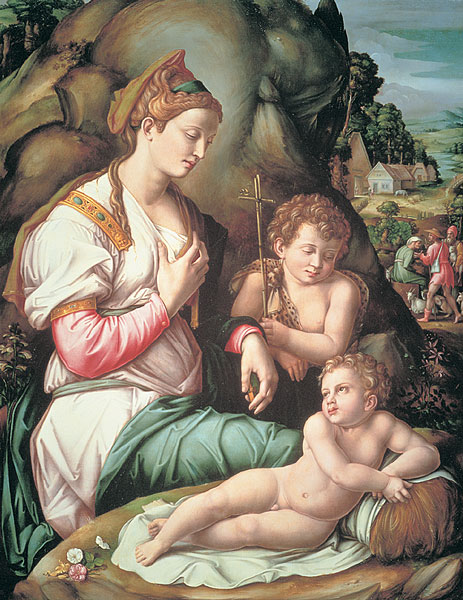
Madonna, 1540/50